# KBS9时新闻
《KBS9時新聞》（韓語：KBS 9시 뉴스）是每天晚上9點在韓國放送公社（KBS）播出的新聞節目。內容涵蓋新聞、天氣、健康、社會、體育。節目名稱曾多次更換，最終於1993年5月10日改為現名，是韓國收視率最高的新聞節目之一。
2005年3月3日，KBS9時新聞改為高清播出。

## 播出時間及頻道
- KBS 1TV、KBS NEWS D：
  - 21:00~22:00（週一至週五）；
  - 21:00~21:40（週六、週日）。
- KBS第1廣播、KBS第3廣播、KBS韓民族第1放送：
  - 21:00~21:35（週一至週五）；
  - 21:00~21:20（週六、週日）。

其中週一至週五21:00~21:35（有時會播到21:34或21:36）、周末21:00~21:20为KBS全國放送局聯播，之後的時段為KBS各地方放送局製作的本地新聞，而本地新聞的新聞提要僅在週一至週五播出（京仁放送中心不播出新聞提要，江陵放送局、原州放送局在週末21:20~21:26播出春川放送總局製作的《KBS9點新聞 春川》），最後是《KBS SPORT 9》（體育新聞）及天氣（電視版本聯播）。
在2013年10月27日之前，節目的開始時間為20:58，前兩分鐘先播出新聞提要再播節目片頭，21:00開始播報詳細新聞；而由於KBS第1廣播、第3廣播及韓民族第1放送是從21:00開始聯播KBS 1TV，故廣播版本無片頭曲及新聞提要，但會在整點報時前提示下一個節目為《9點新聞》。2013年10月28日開始，《9點新聞》改為在21:00先播放片頭再播出新聞提要，節目開始前15秒播送以KBS台歌為背景音樂的韓國風景片，並於8:59:58起響起3下報時信號。2019年1月1日起，伴隨著片頭曲的改變，《9點新聞》又改回先播放新聞提要再播放片頭，台歌風光片及報時不變。
2023年3月3日，為慶祝KBS公营化50周年，《9點新聞》更換片頭及攝影棚景，且取消新聞提要環節。
2024年1月1日，节目名称改为《KBS9時新聞》（KBS 9시 뉴스，但演播室大屏幕及节目单仍显示为“新闻9”），片頭曲更換為1992年啟用的片頭曲（編曲有所變化）。
2025年2月3日，《9點新聞》改採用2023年3月3日啟用的片頭（設計有所微調），新聞音樂亦再次使用2008年啟用的片頭曲。

### 特殊情况
如有重大事件，節目名稱會改為《特集 KBS9點新聞》（특집 KBS 뉴스 9），片頭片尾也有所變化，播出時長可能不限於1小時（工作日）或40分鐘（週末）。
2014年5月19日至6月5日，受KBS罷工事件影響，播出時間縮短為20分鐘，並由雙主播制改為單主播制。6月6日起，由於KBS理事會通過解雇社長吉桓永的提案，罷工結束，節目恢復為雙主播制及原播出時間。
2017年9月4日起，受KBS和MBC罷工事件影響，節目再次改為單主播，平日及週末節目時長亦分別縮短為40分鐘及20分鐘。
2018年2月韓國平昌冬奧會前夕，KBS9點新聞恢復了雙主播制。在新聞時長上較原來有所縮短。2019年1月1日起，KBS9點新聞更換新聞片頭及片頭音樂，並啓用新主播群。

## 節目名稱變化
- 1977年12月15日-1984年10月27日：《KBS 9 新聞》（KBS 9 뉴스）
- 1984年10月29日-1986年11月1日：《KBS新聞中心 9》（KBS 뉴스센터9）
- 1986年11月3日-1990年12月31日：《KBS 9時新聞》（KBS 9시 뉴스/KBS 9時 뉴스）
- 1991年1月1日-1992年4月6日：《KBS9》
- 1992年4月6日-1993年5月1日：《KBS 9時新聞現場》（KBS 9시 뉴스현장）
- 1993年10月17日-2023年12月31日：《KBS新聞9》（KBS뉴스9）
- 2024年1月1日至今：《KBS 9時新聞》（KBS 9시 뉴스）

### 周日版
在1980年至1987年、1991年、1992年至1993年以及1995年期間，KBS 1TV周日晚間9點不會播出平日的9點新聞，而是播出周日專屬的新聞節目：
- 1980年-1987年12月15日：《新聞全景》（뉴스파노라마）
- 1991年5月26日-1991年10月27日：《KBS周日 9》（KBS 일요 9）
- 1992年10月11日-1993年4月18日：《KBS9 周日現場》（KBS9 일요현장）
- 1995年2月26日-1995年9月3日：《KBS新聞9 周日廣角》（KBS뉴스9 일요와이드）

### 不播出9時新聞
歷史上，KBS曾在罷工期間中止過9時新聞的播出，改播《KBS新聞》（KBS뉴스），具體時間段如下：
- 1990年4月16日
- 1993年5月1日-10月17日（其中7月8日-10月17日使用1992年4月6日開始使用的《9時新聞現場》片頭曲，亦即1993年至2018年《新聞9》片頭曲的初代電音版本）

## 競爭節目
- 《MBC新聞平台》
- 《SBS8點新聞》

## 外部連結
- KBS News 9 （页面存档备份，存于） 

| KBS 1TV 21:00 新聞節目                        | KBS 1TV 21:00 新聞節目          | KBS 1TV 21:00 新聞節目 |
| --------------------------------------------- | ------------------------------- | ---------------------- |
|                                               | KBS9點新聞 （1993年5月10日 - ） |                        |
| KBS9點新聞現場（1992年4月6日 - 1993年5月7日） | —                               |                        |